# Wladimir Weidlé
Wladimir Weidlé (ou Vladimir Weidlé) (en russe : Владимир Васильевич Вейдле, Vladimir Vasilyevitch Veidle), né le 1er mars 1895 (13 mars dans le calendrier grégorien) à Saint-Pétersbourg (Empire russe), et mort le 5 août 1979 à Clichy (France), est un critique d'art et littéraire russe d'expression russe et française.

## Biographie
Weidlé gradue de l'école réformiste allemande en 1912 et s'inscrit alors à l'Université d'État de Saint-Pétersbourg où il étudie l'histoire et la philologie. Après les événements de la Révolution d'Octobre en 1917, il quitte Saint-Pétersbourg et enseigne l'histoire de l'art à l'Université de Perm entre 1918 et 1921.
Fuyant la dictature communiste, Weidlé émigre en France en octobre 1924 et s'installe à Paris, où il restera jusqu'à la fin de sa vie. Il y sera une figure importante de l'intelligentsia russe exilée, au même titre que Nicolas Berdiaev, Georges Fédotov (ru) et Sémion Frank, bien qu'il demeure méconnu dans son pays d'origine.
À l'instigation de Sergueï Boulgakov, il enseigne l'histoire de l'art à l'Institut de théologie orthodoxe Saint-Serge de Paris dès sa fondation en 1925 et jusqu'en 1952, tout en collaborant à la revue religieuse La voie entre 1925 et 1940. Il y publie de nombreux essais et études portant sur l'histoire de l'art et des littératures russe et européenne, la culture artistique européenne, la destinée de l'art chrétien, la place de la Russie au sein de l'histoire spirituelle de l'Europe, etc.
Weidlé se lie au Cercle d'Eranos et participe aux réunions et conférences du Studio franco-russe (1929-1931), animés par des intellectuels français et russes au Musée social, rue Las-Cases (auxquelles assistent également Marina Tsvetaieva et Nina Berberova), et où il expose notamment ses vues sur « Paul Valéry et la poésie pure ».
Son œuvre principale, publiée en 1936, est Les abeilles d’Aristée : Essai sur le destin actuel des lettres et des arts. Il s'agit d'études sur la désintégration de l'art occidental et sur la renaissance du merveilleux, publiées originellement dans La voie. Weidlé l'a considérablement remanié et augmenté par la suite, puis l'a fait paraître en format livre chez Gallimard en 1954.
Weidlé a contribué à de nombreux ouvrages collectifs, tel qu'Entretiens sur le Grand Siècle russe et ses prolongements (ses commentaires portent principalement sur la littérature russe). On lui doit également un recueil d'essais sur son pays natal, La Russie absente et présente, publié en français en 1949.

## Œuvres

### En français
- Wladimir Weidlé, Les abeilles d'Aristée : Essai sur le destin actuel des lettres et des arts, Paris, Desclée de Brouwer, 1936, 285 p.
  - Réédition : Wladimir Weidlé, Les abeilles d'Aristée : Essai sur le destin actuel des lettres et des arts, Paris, Gallimard, coll. « Blanche », 1954, 2e éd. (1re éd. 1936), 348 p., 140 mm x 225 mm (ISBN 2-07-026634-6, présentation en ligne)
  - Réédition : Wladimir Weidlé (préf. Bernard Marchadier), Les abeilles d'Aristée : Essai sur le destin actuel des lettres et des arts, Genève, Ad Solem, coll. « Culture », 2004, 3e éd. (1re éd. 1936), 452 p. (ISBN 2-88482-016-7, présentation en ligne)
- Wladimir Weidlé, La Russie absente et présente, Paris, Gallimard, 1949, 240 p., 118 mm x 185 mm (ISBN 2-07-026633-8, présentation en ligne)
- Wladimir Weidlé, Les icônes byzantines et russes, Florence, Electra Editrice, 1950
- Wladimir Weidlé, Mosaïques paléochrétiennes et byzantines, Florence, Electra Editrice, 1954, 192 p.
- Wladimir Weidlé, Les Mosaïques vénitiennes, 1956
- Alain Besançon (dir.) et Vladimir Weidlé (dir.), Entretiens sur le Grand Siècle russe et ses prolongements, Paris, Plon, 1971

### En d'autres langues
- (de) Wladimir Weidlé, Gestalt und Sprache des Kunstwerks : Studien zur Grundlegung einer nichtästhetischen Kunsttheorie, Mittenwald, Mäander, 1981 (ISBN 3-88219-000-0)
- (en) Vladimir Weidlé, The Baptism of Art : Notes on the Religion of the Catacomb Paintings, Londres, 1950
- (ru) Владимир Вейдле, Эмбриология поэзии : Введение в фоносемантику поэтической речи [« Embriologia poèzii »], Paris, Bibliothèque russe de l'Institut d'études slaves (no 55),‎ 1980, 296 p. (présentation en ligne)

## Documentation
Une partie de sa documentation photographique est déposée à l'Institut national d'histoire de l'art.